# Alexis Maldonado
Alexis Maldonado (La Rioja, La Rioja, Argentina; 2 de septiembre de 1997) es un futbolista profesional argentino que se desempeña en la posición de defensor y su equipo actual es el Banfield, de la Liga Profesional Argentina.

## Carrera

### Banfield
En 2013, Maldonado realizó una prueba, siendo visto por coordinadores de Banfield. Realizó una segunda prueba en la Provincia de Buenos Aires, dónde finalmente fue seleccionado para ser parte de las inferiores junto a otros dos futbolistas de La Rioja.
Tres años más tarde, el 18 de abril, tuvo su primera incursión en el fútbol profesional, ya que integró el banco de suplentes en la victoria por 0-2 ante Patronato, pero no pudo debutar.
Su debut ocurrió el 14 de octubre de 2017, siendo titular en el empate a 1 contra Estudiantes de La Plata.
Luego de haber jugado varios partidos con el Taladro, el 26 de enero de 2020 convirtió su primer gol. Fue en el empate 3-3 frente a Patronato, metiendo el 1-1 parcial.

## Estadísticas
- Actualizado hasta el 12 de enero de 2025.

| Banfield Argentina | 1.ª                 | 2017-18             | 7  | 0 | 0  | 0 | - | - | 7  | 0 | 0,00 |
| Banfield Argentina | 1.ª                 | 2018-19             | 3  | 0 | 1  | 0 | 2 | 0 | 6  | 0 | 0,00 |
| Banfield Argentina | 1.ª                 | 2019-20             | 14 | 1 | 1  | 0 | - | - | 15 | 1 | 0,10 |
| Banfield Argentina | 1.ª                 | 2020-21             | 0  | 0 | 25 | 0 | - | - | 25 | 0 | 0,00 |
| Banfield Argentina | 1.ª                 | 2021                | 24 | 1 | 1  | 0 | - | - | 25 | 1 | 0,04 |
| Banfield Argentina | 1.ª                 | 2022                | 0  | 0 | 6  | 0 | 2 | 0 | 8  | 0 | 0,00 |
| Banfield Argentina | 1.ª                 | 2023                | 0  | 0 | 0  | 0 | - | - | 0  | 0 | 0,00 |
| Banfield Argentina |                     | 2024                | 11 | 0 | 1  | 0 | - | - | 12 | 0 | 00,0 |
| Banfield Argentina | Total club          | Total club          | 59 | 2 | 35 | 0 | 4 | 0 | 98 | 2 | 0,02 |
| Total en su carrera | Total en su carrera | Total en su carrera | 59 | 2 | 35 | 0 | 4 | 0 | 98 | 2 | 0,02 |
| (1) Las copas nacionales se refiere a la Copa Argentina, a la Copa de la Superliga Argentina y a la Copa de la Liga Profesional. (2) Las copas internacionales se refiere a la Copa Libertadores y a la Copa Sudamericana. (3) Media de goles por encuentro. No incluye goles en partidos amistosos. |                     |                     |    |   |    |   |   |   |    |   |      |